# Круглое (город)

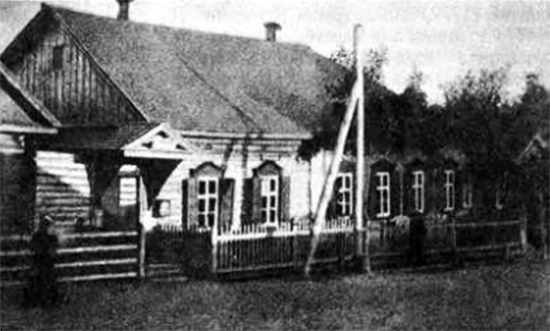
Почтовая станция (фото начала XX века)

Круглое (бел. Кру́глае) — город в Могилёвской области Республики Беларусь. Административный центр Круглянского района.
Численность населения — 7 031 человек (на 1 января 2025 года).
В 2024 году Круглое отметил 500-летний юбилей.

## География
Расположен на реке Друть в 52 км от Могилёва, в 19 км от железнодорожной станции Толочин на линии Орша — Минск. Через Круглое проходит автодорога P26.

## Геральдика
Герб и флаг утверждены решениями Круглянского районного исполнительного комитета от 25 января 2002 года № 1-5 и Круглянского районного Совета депутатов от 27 июня 2002 года № 15-6. Зарегистрированы в Гербовом матрикуле Республики Беларусь 26 июля 2002 года № 95.

## История

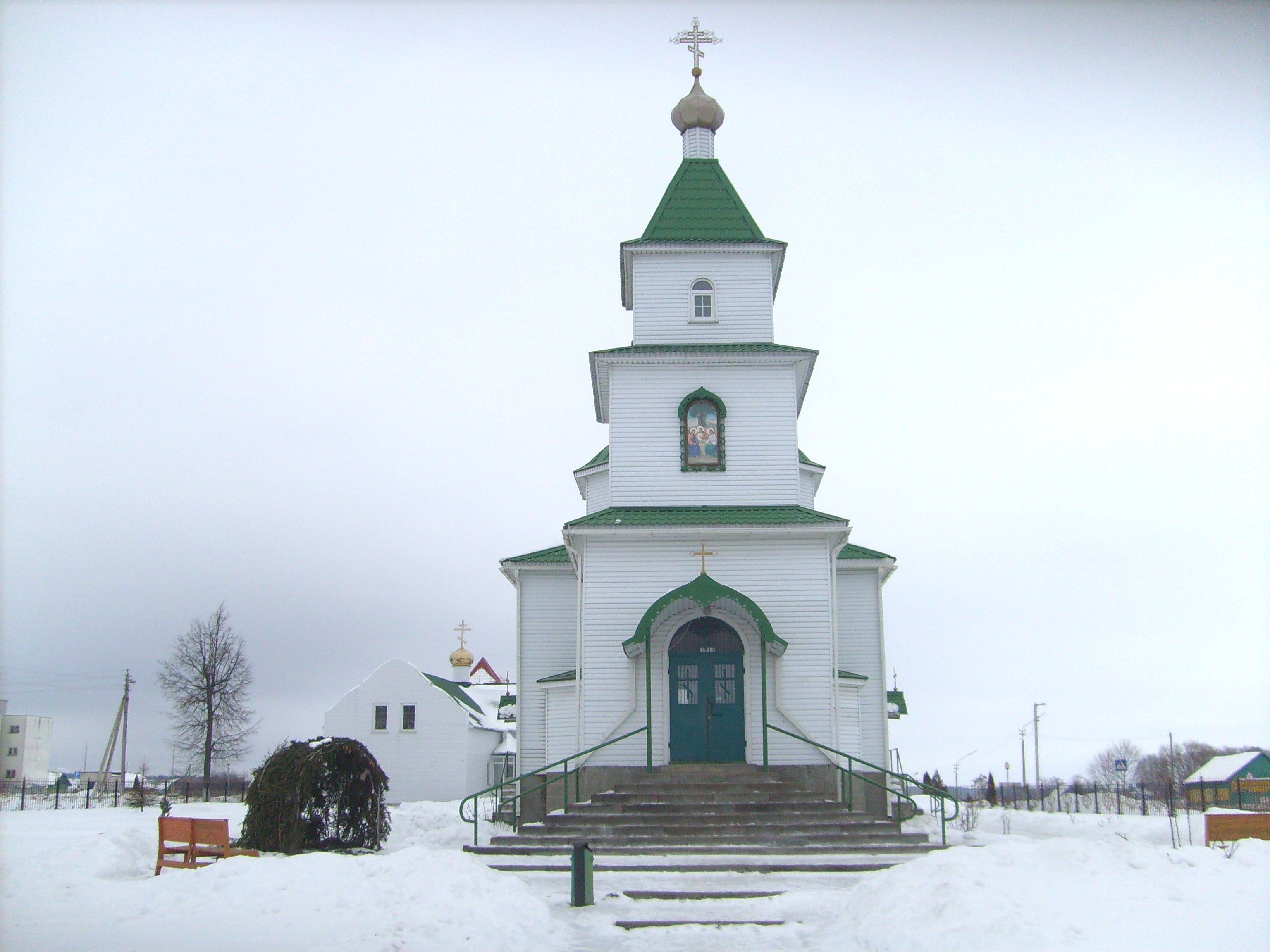
Свято-Троицкая церковь

Круглое впервые упоминается в 1524 году. Тогда это была частнособственническая деревня Оршанского повета Витебского воеводства Великого княжества Литовского. С 1621 года во владении великого канцлера ВКЛ Льва Сапеги. Во второй половине XVIII века Круглое принадлежало гетману Огинскому. После первого раздела Речи Посполитой 1772 году Круглое вошло в Российскую империю, находилось в собственности княгини Екатерины Дашковой. На тот момент в Круглом было 462 жителя, 41 двор, а также винокуренный завод, полотняная фабрика. Во время войны 1812 года в местечке находилась главная квартира русских войск во главе с Михаилом Кутузовым.

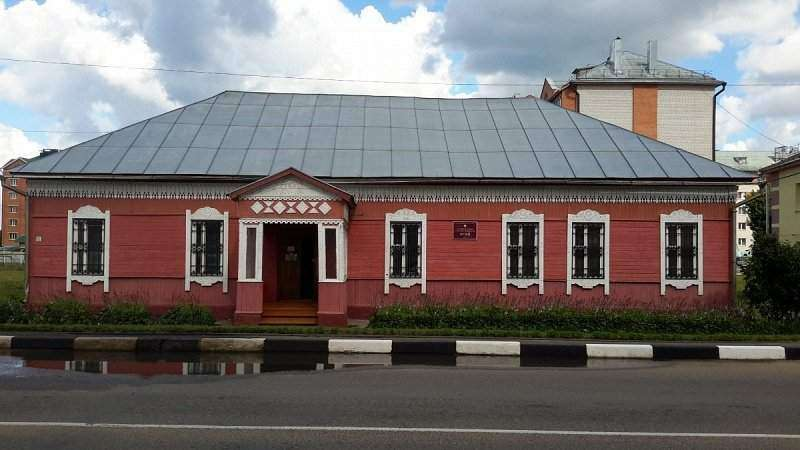
Круглянский районный историко-краеведческий музей

По данным 1880 года в селе Круглом было 119 домов, православная церковь, народное училище, еврейская школа, 3 мельницы, проводились 3 ярмарки. К началу XX века здесь уже было 1,6 тыс. жителей, крахмальный завод, 2 училища и 22 лавки. В 1919 году Круглое вошло в состав БССР. К 1925 году в Круглом насчитывалось 1344 жителя и 250 домов. В 1935 году село стало районным центром, а в 1938 году вошло в состав Могилёвской области.
Круглое сильно пострадало во время Великой Отечественной войны. В селе и окрестностях погибло около 3 тыс. мирных жителей, многие постройки были разрушены.
В районе Круглого на протяжении всей войны действовали партизанские отряды, а в самом Круглом — подполье. С помощью партизан соединения «Тринадцать» под командованием Героя Советского Союза С. В. Гришина и подпольщиков бойцы оперативной группы Управления контрразведки СМЕРШ «Запорожцы» капитана государственной безопасности Н. Н. Селюка весной 1944 года сумели наладить контакт с начальником круглянской тюрьмы Куликовым и убедить его искупить вину перед Родиной сотрудничеством с ними. Куликов несколько месяцев помогал партизанам, спасая от гибели заключенных подпольщиков и мирных граждан, а при подходе советских войск сам разагитировал нескольких человек из охраны и с помощью их и партизан спас всех заключенных от уничтожения вопреки полученному от немцев приказу.
После войны в селе продолжили строить деревянные малоэтажные дома. 11 марта 1967 года Круглое было преобразовано из деревни в городской посёлок. После утверждения в 1975 году генерального плана посёлок стал застраиваться четырёх- и пятиэтажными домами. Жилая застройка сконцентрирована в центральной и южной части посёлка. На севере находится промышленная зона.

### В составе Республики Беларусь
20 октября 1995 года административные единицы Круглянский район и посёлок Круглое, имеющие общий административный центр, объединены в одну административную единицу — Круглянский район. 
По данным на 1 января 2016 года в Круглом проживает 7620 жителей. Здесь расположены отделение Могилёвского молочного комбината, отделение ОАО «Шкловский Льнозавод», частная кондитерская фабрика «Екатерина», ГУКДСП «Круглянская ПМК-266».
18 января 2017 года посёлок городского типа Круглое отнесён к городу районного подчинения.
14 сентября 2024 года Круглое отмечает 500-летие со дня первого его упоминания в письменных источниках, Круглянский район — 100-летний юбилей.  

## Население
Численность населения — 7 031 человек (на 1 января 2025 года). Численность населения — 7 315 человек (на 1 января 2023 года), 7 159 человек (на 1 января 2024 года).
| Численность населения с 1939 года:                                                              |
| Графики недоступны из-за технических проблем. См. информацию на Фабрикаторе и на mediawiki.org. |

| Год            | 1939 | 1970   | 1979   | 1989   | 2006   | 2018   | 2023    | 2024    | 2025    |
| -------------- | ---- | ------ | ------ | ------ | ------ | ------ | ------- | ------- | ------- |
| Население чел. | 1218 | ▲ 3026 | ▲ 4937 | ▲ 7108 | ▲ 7553 | ▲ 7648 | ▼ 7 315 | ▼ 7 159 | ▼ 7 031 |

## Образование
Действуют 2 средние школы, школа искусств, 2 библиотеки, спортивная школа.

## Спорт
Базируется футбольный клуб «Заря».

## Культура
- Государственное учреждение «Круглянский районный историко-краеведческий музей»
- Дом ремёсел
- Дом культуры
- Молодёжный центр

## События и мероприятия
- Ежегодный региональный праздник-конкурс «Свята лялькі».
- В 2015 году прошёл областной фестиваль «Дажынкi»[20].
- В 2024 году Круглое отметил 500-летний юбилей[4].

## Достопримечательность
- Братская могила советских воинов и партизан —  Историко-культурная ценность Республики Беларусь, шифр 513Д000484
- Аллея героев, заложенная в городском парке в честь уроженцев Круглянского района, сражавшихся в годы Второй мировой войны. На аллее установлен монумент подпольщикам Великой Отечественной войны, памятники воинам-интернационалистам и Героям Советского Союза
- Могила жертв фашизма
- Свято-Троицкая церковь

### Памятник, скульптура
- Памятник В. И. Ленину
- Мемориал участникам войны в Афганистане
- Памятник подпольщикам
- Мемориальный камень с табличкой «с 15 до 19 ноября 1812 года в м. Круглое размещалась главная квартира (штаб) генерал-фельдмаршала М.И.Кутузова»
- Памятный знак «Партизанам Круглянщины» (2024). Открытие приурочено к 500-летию Круглого. Установлен в центральном парке культуры и отдыха.

### Жанровая скульптура, арт-объекты
- «Подкова счастья»

## Галерея

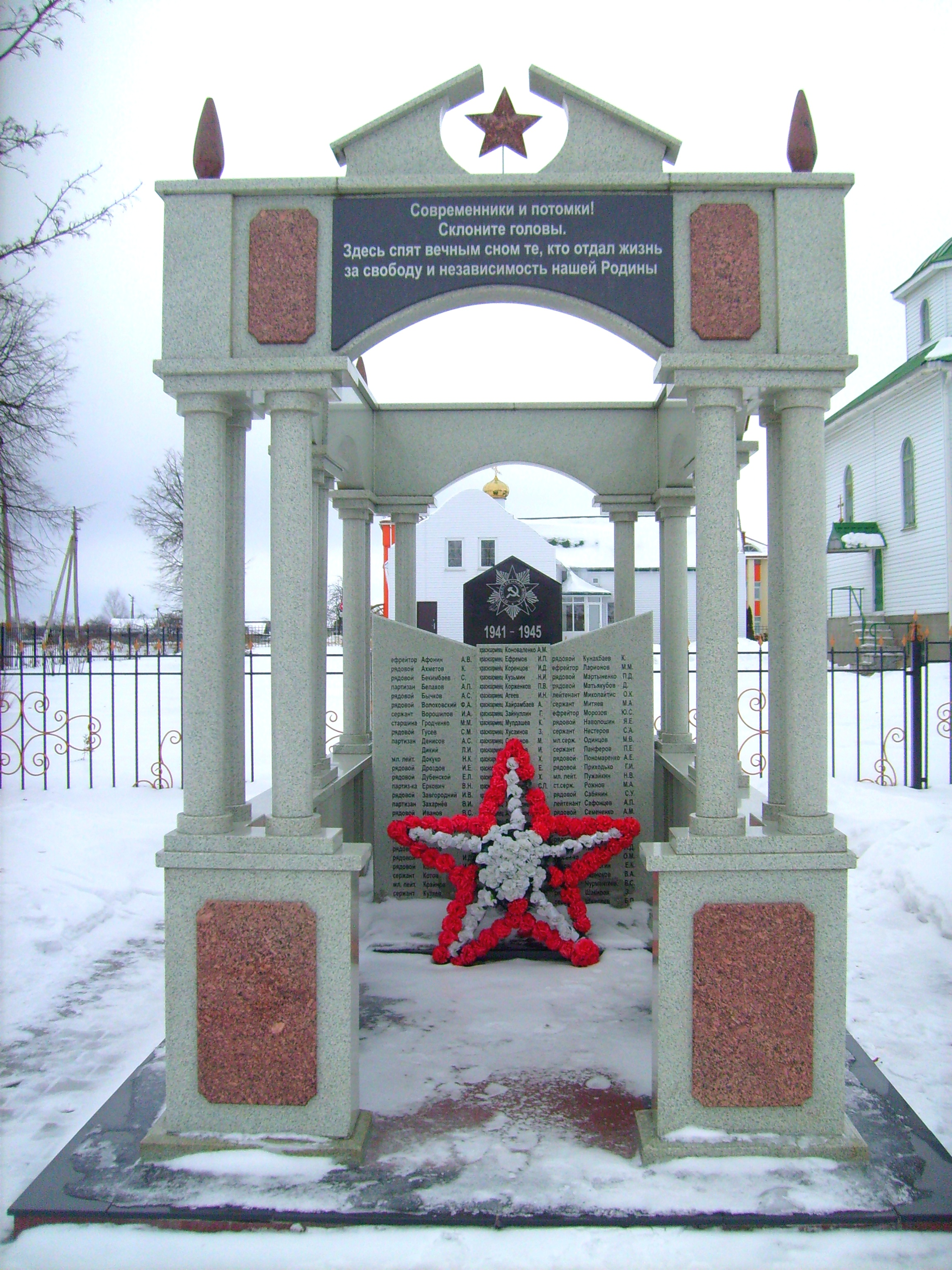
Братская могила советских воинов и партизан
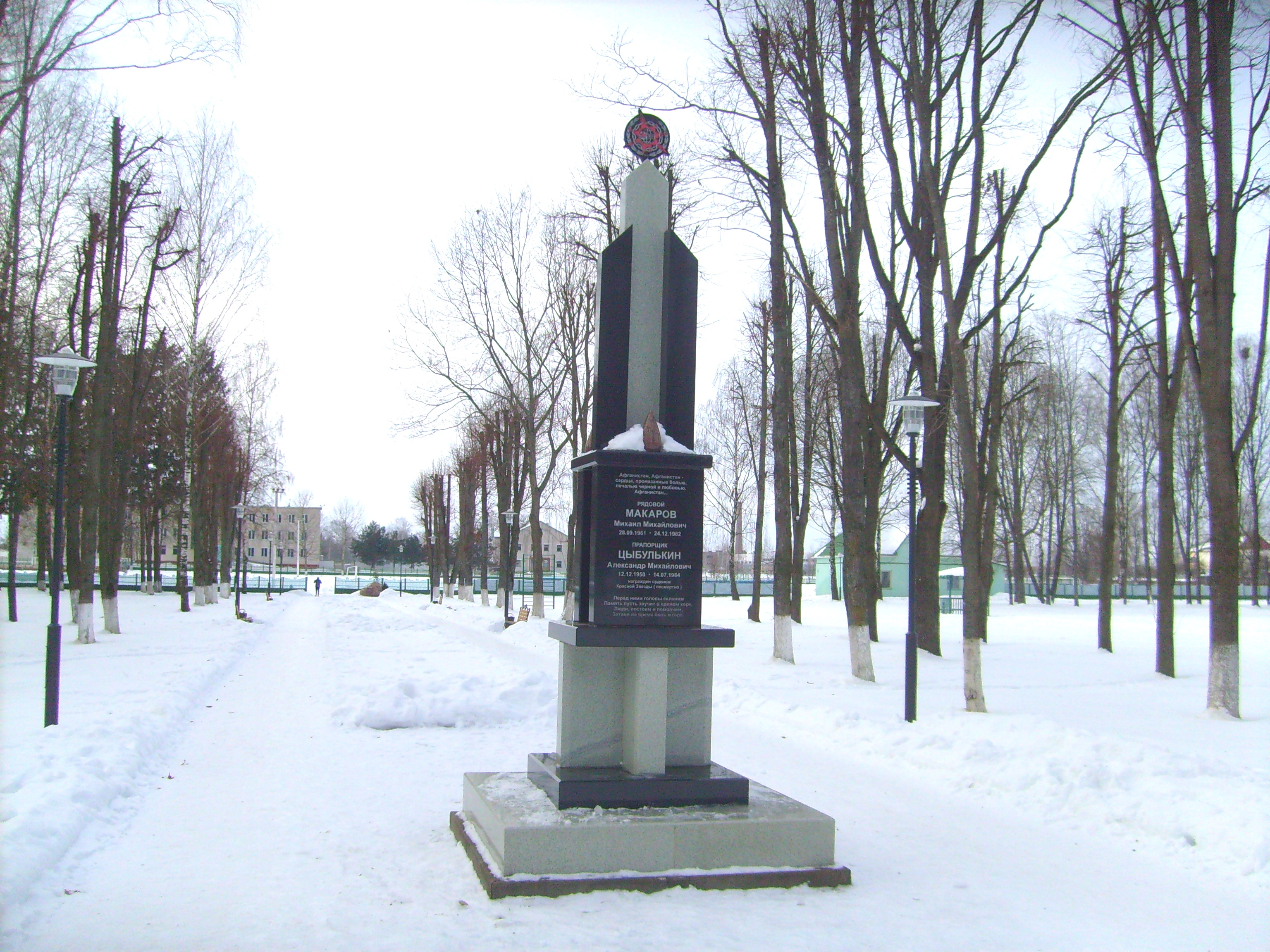
Мемориал участникам войны в Афганистане
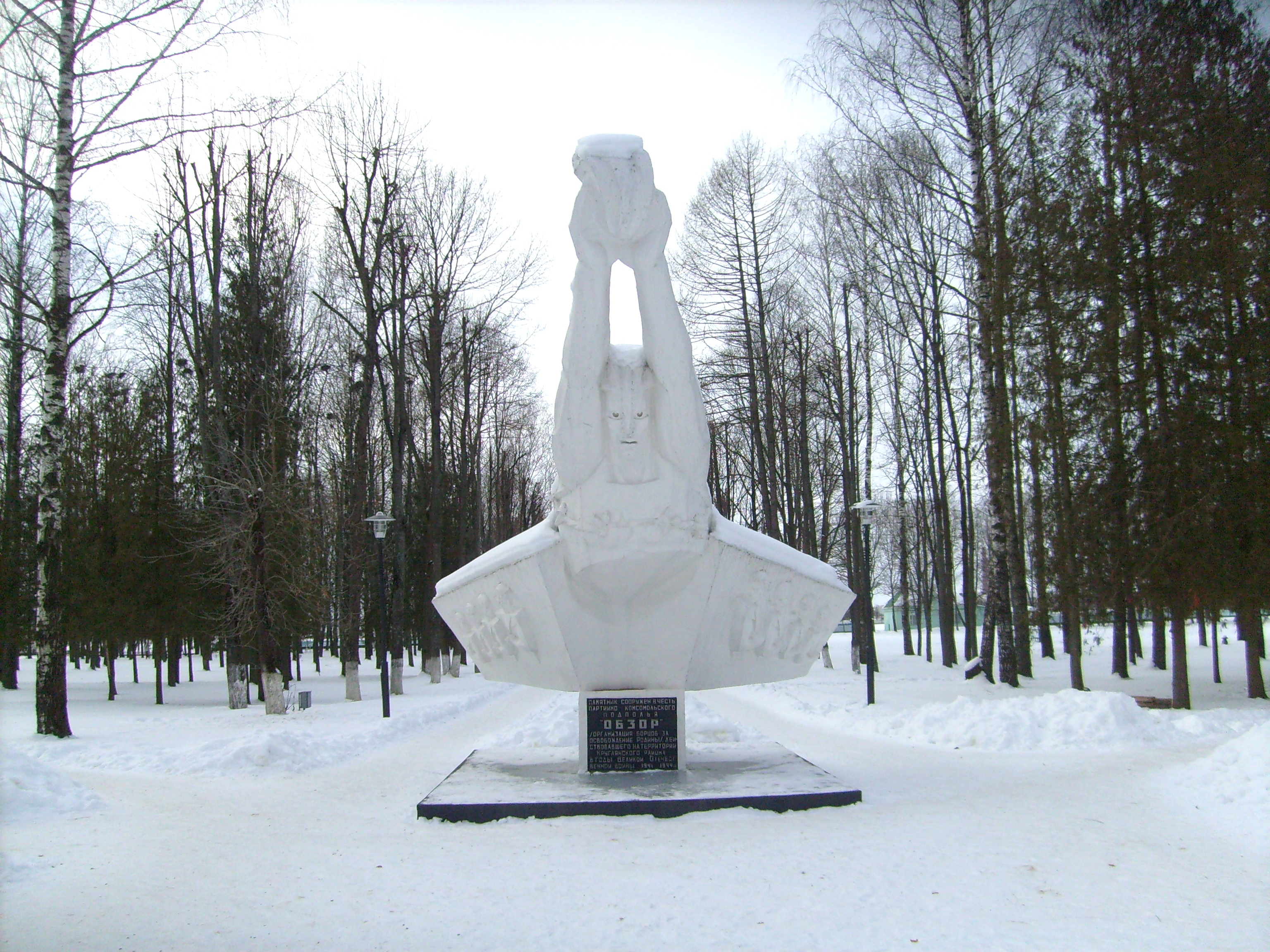
Мемориал подпольщикам
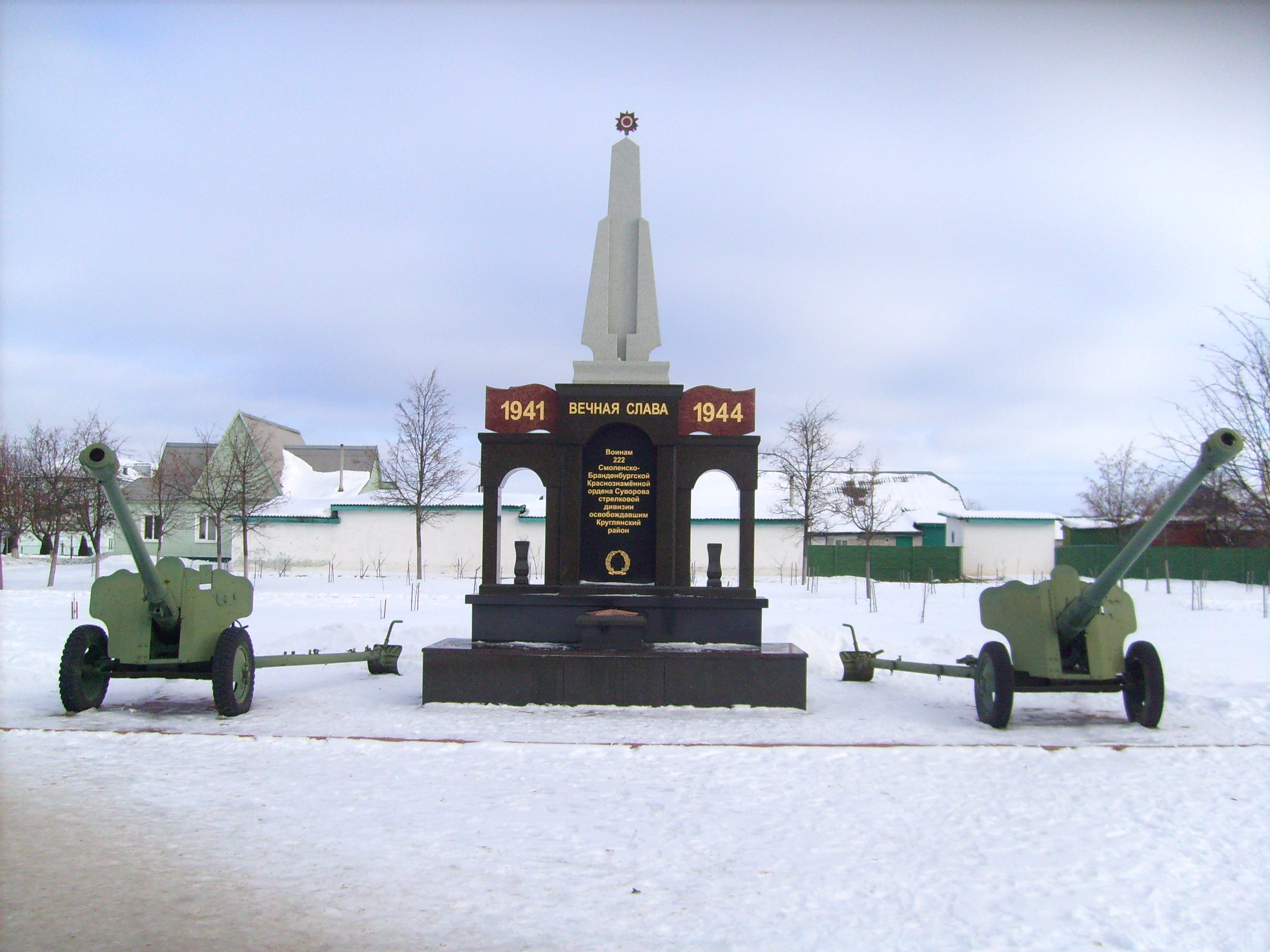
Мемориал освободителям
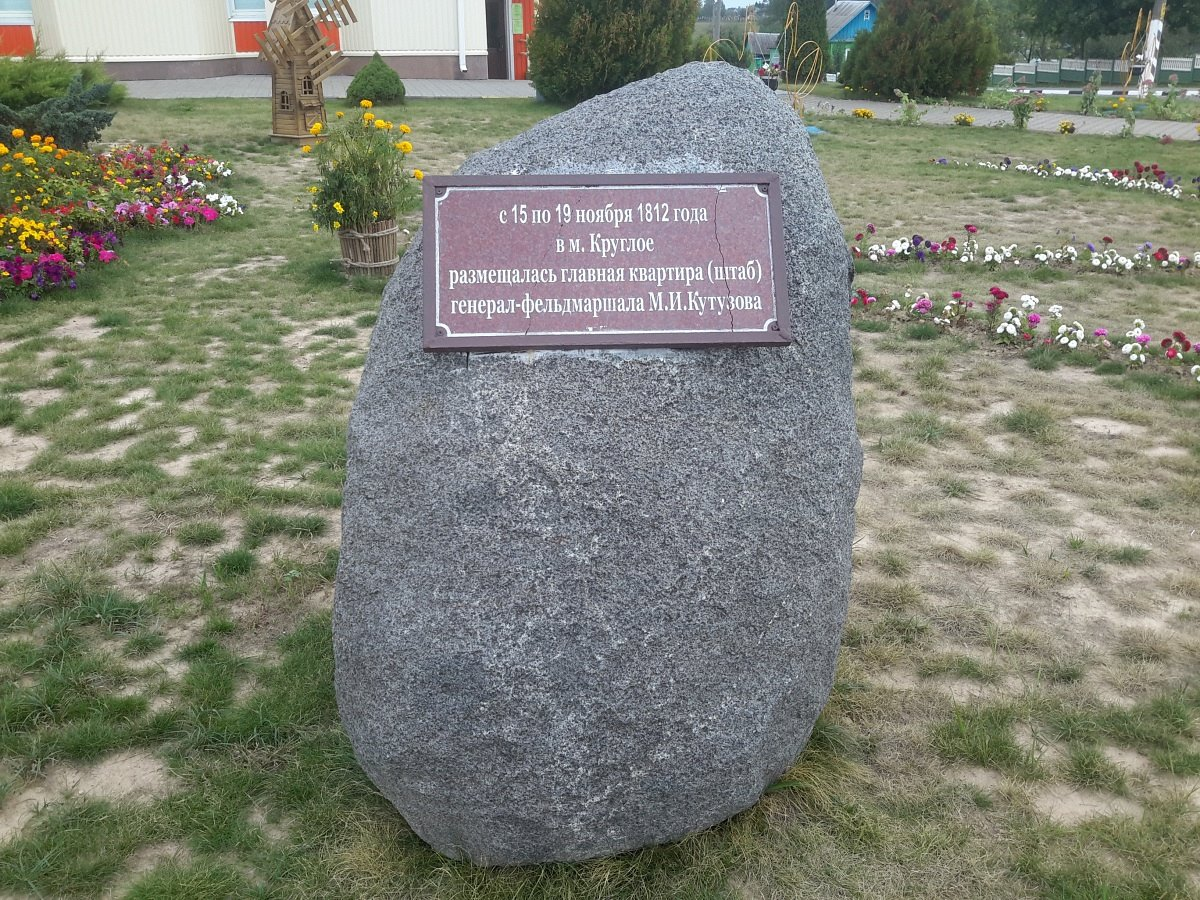
Мемориальный камень
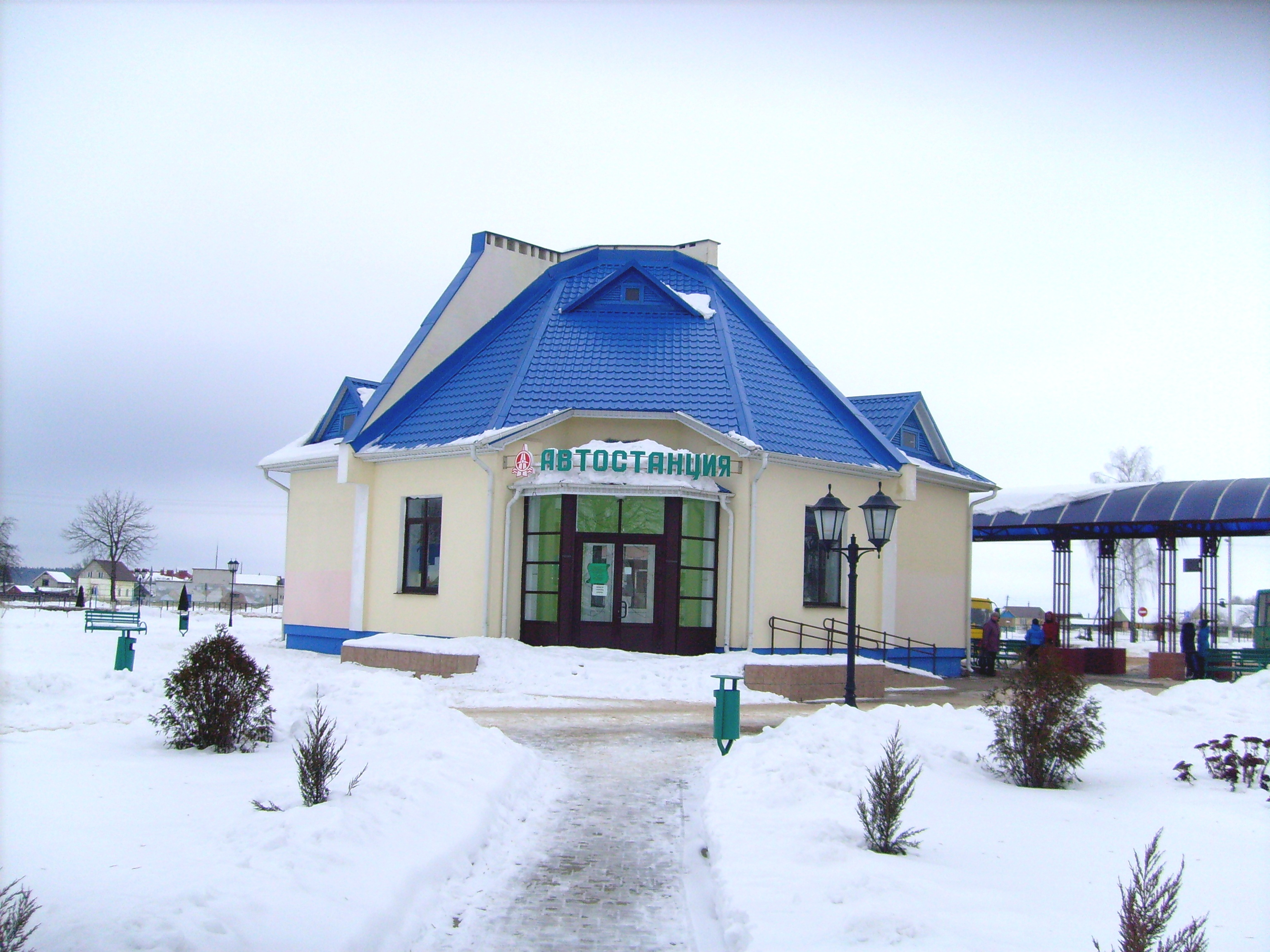
Автостанция
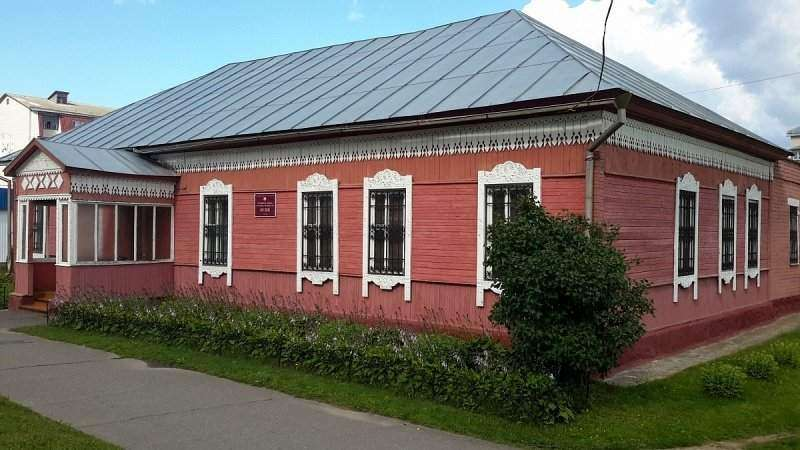
Историко-краеведческий музей

## В филателии и нумизматике
- 22 января 2007 года выпущена в обращение почтовая марка «Герб Круглого» из «Гербы городов Беларуси»[21].

## СМИ
Издаётся газета «Сельскае жыццё».